# Заберново
За́берново (болг. Заберново) — село в Бургаській області Болгарії. Входить до складу громади Малко-Тирново.

## Населення
За даними перепису населення 2011 року у селі проживали 103 особи, з них 88 осіб (96,7%) — болгари.
Розподіл населення за віком у 2011 році:
Динаміка населення: